# Georgios von Konstantinopel
Georgios war Patriarch von Konstantinopel (679–686). Er wird in der orthodoxen Kirche als Heiliger verehrt. Gedenktag ist der 18. August.

## Leben
Georgios war Synkellos im Patriarchat von Konstantinopel und Skeuophylax an der Hagia Sophia. Im November oder Dezember 679 wurde er Patriarch. In dieser Zeit fand das Dritte Konzil von Konstantinopel statt, das u. a. die Kontroversen über den Monotheletismus beendete.
Georgios amtierte bis Januar oder Februar 686.